# Liste des planètes mineures (547001-548000)
Voici la liste des planètes mineures numérotées de 547001 à 548000. Les planètes mineures sont numérotées lorsque leur orbite est confirmée, ce qui peut parfois se produire longtemps après leur découverte. Elles sont classées ici par leur numéro.

## Planètes mineures 547001 à 548000
- (547001) 2010 CT38
- (547002) 2010 CA39
- (547003) 2010 CE40
- (547004) 2010 CV43
- (547005) 2010 CL56
- (547006) 2010 CN58
- (547007) 2010 CH62
- (547008) 2010 CC66
- (547009) 2010 CG67
- (547010) 2010 CT68
- (547011) 2010 CG70
- (547012) 2010 CP70
- (547013) 2010 CY70
- (547014) 2010 CN71
- (547015) 2010 CK72
- (547016) 2010 CV72
- (547017) 2010 CL73
- (547018) 2010 CY75
- (547019) 2010 CG77
- (547020) 2010 CN77
- (547021) 2010 CR77
- (547022) 2010 CS80
- (547023) 2010 CT83
- (547024) 2010 CD86
- (547025) 2010 CG86
- (547026) 2010 CL87
- (547027) 2010 CP87
- (547028) 2010 CA89
- (547029) 2010 CO89
- (547030) 2010 CE91
- (547031) 2010 CQ95
- (547032) 2010 CB96
- (547033) 2010 CK96
- (547034) 2010 CG97
- (547035) 2010 CP98
- (547036) 2010 CS98
- (547037) 2010 CN100
- (547038) 2010 CT102
- (547039) 2010 CW104
- (547040) 2010 CW106
- (547041) 2010 CJ107
- (547042) 2010 CQ107
- (547043) 2010 CV107
- (547044) 2010 CF110
- (547045) 2010 CT110
- (547046) 2010 CZ110
- (547047) 2010 CM111
- (547048) 2010 CE112
- (547049) 2010 CH113
- (547050) 2010 CJ113
- (547051) 2010 CF115
- (547052) 2010 CT115
- (547053) 2010 CF116
- (547054) 2010 CK116
- (547055) 2010 CA122
- (547056) 2010 CV123
- (547057) 2010 CC124
- (547058) 2010 CS127
- (547059) 2010 CB128
- (547060) 2010 CG128
- (547061) 2010 CR137
- (547062) 2010 CW137
- (547063) 2010 CN138
- (547064) 2010 CU138
- (547065) 2010 CX146
- (547066) 2010 CF147
- (547067) 2010 CK148
- (547068) 2010 CM148
- (547069) 2010 CO148
- (547070) 2010 CV151
- (547071) 2010 CZ151
- (547072) 2010 CS152
- (547073) 2010 CB155
- (547074) 2010 CJ155
- (547075) 2010 CR156
- (547076) 2010 CT156
- (547077) 2010 CQ157
- (547078) 2010 CC158
- (547079) 2010 CO158
- (547080) 2010 CV159
- (547081) 2010 CW159
- (547082) 2010 CV160
- (547083) 2010 CK161
- (547084) 2010 CF163
- (547085) 2010 CJ163
- (547086) 2010 CC164
- (547087) 2010 CS164
- (547088) 2010 CP169
- (547089) 2010 CA170
- (547090) 2010 CO170
- (547091) 2010 CT171
- (547092) 2010 CU172
- (547093) 2010 CB174
- (547094) 2010 CN175
- (547095) 2010 CJ176
- (547096) 2010 CK176
- (547097) 2010 CO177
- (547098) 2010 CN249
- (547099) 2010 CX250
- (547100) 2010 CB251
- (547101) 2010 CE259
- (547102) 2010 CX270
- (547103) 2010 CL271
- (547104) 2010 CQ271
- (547105) 2010 CS271
- (547106) 2010 CD272
- (547107) 2010 CF272
- (547108) 2010 CM272
- (547109) 2010 CQ272
- (547110) 2010 CR272
- (547111) 2010 CT272
- (547112) 2010 CA274
- (547113) 2010 CJ274
- (547114) 2010 CE275
- (547115) 2010 DU2
- (547116) 2010 DA4
- (547117) 2010 DM4
- (547118) 2010 DJ5
- (547119) 2010 DM5
- (547120) 2010 DP5
- (547121) 2010 DW5
- (547122) 2010 DC6
- (547123) 2010 DM6
- (547124) 2010 DE9
- (547125) 2010 DA10
- (547126) 2010 DK10
- (547127) 2010 DM10
- (547128) 2010 DN11
- (547129) 2010 DA12
- (547130) 2010 DO21
- (547131) 2010 DR34
- (547132) 2010 DC35
- (547133) 2010 DP35
- (547134) 2010 DQ35
- (547135) 2010 DU37
- (547136) 2010 DV41
- (547137) 2010 DG45
- (547138) 2010 DS45
- (547139) 2010 DJ46
- (547140) 2010 DD47
- (547141) 2010 DG47
- (547142) 2010 DV75
- (547143) 2010 DH76
- (547144) 2010 DA77
- (547145) 2010 DZ91
- (547146) 2010 DE92
- (547147) 2010 DM95
- (547148) 2010 DR103
- (547149) 2010 DR105
- (547150) 2010 DV106
- (547151) 2010 DW106
- (547152) 2010 DB107
- (547153) 2010 DL107
- (547154) 2010 DR108
- (547155) 2010 DT108
- (547156) 2010 DU108
- (547157) 2010 DV108
- (547158) 2010 DB109
- (547159) 2010 DS109
- (547160) 2010 DU109
- (547161) 2010 DT110
- (547162) 2010 DV111
- (547163) 2010 DX111
- (547164) 2010 EO12
- (547165) 2010 EZ20
- (547166) 2010 EL29
- (547167) 2010 EG30
- (547168) 2010 ES31
- (547169) 2010 EM42
- (547170) 2010 EL44
- (547171) 2010 EB66
- (547172) 2010 EQ66
- (547173) 2010 EP68
- (547174) 2010 EN74
- (547175) 2010 EW74
- (547176) 2010 EH76
- (547177) 2010 EF78
- (547178) 2010 EA79
- (547179) 2010 EK79
- (547180) 2010 EE80
- (547181) 2010 EX87
- (547182) 2010 ET91
- (547183) 2010 ER92
- (547184) 2010 EM97
- (547185) 2010 EO98
- (547186) 2010 EO99
- (547187) 2010 EG102
- (547188) 2010 EB108
- (547189) 2010 EX121
- (547190) 2010 EN123
- (547191) 2010 ER129
- (547192) 2010 EY135
- (547193) 2010 EQ136
- (547194) 2010 ED143
- (547195) 2010 EP171
- (547196) 2010 EO174
- (547197) 2010 EP176
- (547198) 2010 ER177
- (547199) 2010 EH188
- (547200) 2010 EL188
- (547201) 2010 EO188
- (547202) 2010 EP188
- (547203) 2010 FY1
- (547204) 2010 FV2
- (547205) 2010 FH4
- (547206) 2010 FV6
- (547207) 2010 FM10
- (547208) 2010 FT13
- (547209) 2010 FK19
- (547210) 2010 FR24
- (547211) 2010 FA27
- (547212) 2010 FG27
- (547213) 2010 FF29
- (547214) 2010 FN30
- (547215) 2010 FO85
- (547216) 2010 FC87
- (547217) 2010 FF91
- (547218) 2010 FR94
- (547219) 2010 FE95
- (547220) 2010 FH95
- (547221) 2010 FQ95
- (547222) 2010 FR98
- (547223) 2010 FJ121
- (547224) 2010 FL121
- (547225) 2010 FV137
- (547226) 2010 FE138
- (547227) 2010 FP139
- (547228) 2010 FW139
- (547229) 2010 FL140
- (547230) 2010 FT140
- (547231) 2010 FA141
- (547232) 2010 FR141
- (547233) 2010 FD142
- (547234) 2010 GQ26
- (547235) 2010 GX27
- (547236) 2010 GN31
- (547237) 2010 GH34
- (547238) 2010 GV62
- (547239) 2010 GY66
- (547240) 2010 GB77
- (547241) 2010 GZ79
- (547242) 2010 GR89
- (547243) 2010 GU96
- (547244) 2010 GS98
- (547245) 2010 GZ98
- (547246) 2010 GV104
- (547247) 2010 GB107
- (547248) 2010 GN107
- (547249) 2010 GZ112
- (547250) 2010 GV115
- (547251) 2010 GP120
- (547252) 2010 GU120
- (547253) 2010 GU128
- (547254) 2010 GO131
- (547255) 2010 GB137
- (547256) 2010 GK143
- (547257) 2010 GO145
- (547258) 2010 GA158
- (547259) 2010 GC172
- (547260) 2010 GL172
- (547261) 2010 GM173
- (547262) 2010 GJ184
- (547263) 2010 GM193
- (547264) 2010 GC199
- (547265) 2010 GG199
- (547266) 2010 GV200
- (547267) 2010 GR202
- (547268) 2010 GQ204
- (547269) 2010 GF206
- (547270) 2010 HL20
- (547271) 2010 HU23
- (547272) 2010 HD78
- (547273) 2010 HB79
- (547274) 2010 HP103
- (547275) 2010 HZ114
- (547276) 2010 HL115
- (547277) 2010 HJ120
- (547278) 2010 HW137
- (547279) 2010 JW2
- (547280) 2010 JE3
- (547281) 2010 JM32
- (547282) 2010 JE35
- (547283) 2010 JD38
- (547284) 2010 JR38
- (547285) 2010 JG39
- (547286) 2010 JD49
- (547287) 2010 JG49
- (547288) 2010 JA80
- (547289) 2010 JF80
- (547290) 2010 JA83
- (547291) 2010 JO85
- (547292) 2010 JL87
- (547293) 2010 JM87
- (547294) 2010 JX111
- (547295) 2010 JC114
- (547296) 2010 JN115
- (547297) 2010 JO120
- (547298) 2010 JV122
- (547299) 2010 JJ154
- (547300) 2010 JN155
- (547301) 2010 JP156
- (547302) 2010 JS162
- (547303) 2010 JA164
- (547304) 2010 JP164
- (547305) 2010 JD166
- (547306) 2010 JZ166
- (547307) 2010 JN167
- (547308) 2010 JA175
- (547309) 2010 JC175
- (547310) 2010 JA186
- (547311) 2010 JL191
- (547312) 2010 JS202
- (547313) 2010 JL204
- (547314) 2010 JQ210
- (547315) 2010 JW211
- (547316) 2010 JY211
- (547317) 2010 JZ211
- (547318) 2010 JC212
- (547319) 2010 KC36
- (547320) 2010 KH36
- (547321) 2010 KV37
- (547322) 2010 KX61
- (547323) 2010 KN143
- (547324) 2010 KC148
- (547325) 2010 KR148
- (547326) 2010 KW149
- (547327) 2010 KG150
- (547328) 2010 KV156
- (547329) 2010 KD157
- (547330) 2010 KY157
- (547331) 2010 KY158
- (547332) 2010 LN1
- (547333) 2010 LZ60
- (547334) 2010 LH62
- (547335) 2010 LL63
- (547336) 2010 LT64
- (547337) 2010 LF65
- (547338) 2010 LH108
- (547339) 2010 LX109
- (547340) 2010 LP133
- (547341) 2010 LK137
- (547342) 2010 LF139
- (547343) 2010 LU147
- (547344) 2010 LP149
- (547345) Kennethchambers
- (547346) 2010 LS154
- (547347) 2010 LY158
- (547348) 2010 MW111
- (547349) 2010 MZ111
- (547350) 2010 MU125
- (547351) 2010 MM134
- (547352) 2010 MM145
- (547353) 2010 MP147
- (547354) 2010 MQ147
- (547355) 2010 MB148
- (547356) 2010 MK148
- (547357) 2010 MO148
- (547358) 2010 NM35
- (547359) 2010 NZ107
- (547360) 2010 NK113
- (547361) 2010 NP119
- (547362) 2010 NB139
- (547363) 2010 NB147
- (547364) 2010 ND147
- (547365) 2010 OW1
- (547366) 2010 OP139
- (547367) 2010 OD147
- (547368) 2010 OD149
- (547369) 2010 OM153
- (547370) 2010 PE10
- (547371) 2010 PN26
- (547372) 2010 PX76
- (547373) 2010 PL79
- (547374) 2010 PM80
- (547375) 2010 PC88
- (547376) 2010 PQ89
- (547377) 2010 PU90
- (547378) 2010 QB
- (547379) 2010 QE3
- (547380) 2010 QB6
- (547381) 2010 QX6
- (547382) 2010 QN7
- (547383) 2010 QO7
- (547384) 2010 RA4
- (547385) 2010 RQ4
- (547386) 2010 RY4
- (547387) 2010 RS5
- (547388) 2010 RZ5
- (547389) 2010 RL6
- (547390) 2010 RK7
- (547391) 2010 RG13
- (547392) 2010 RF14
- (547393) 2010 RE20
- (547394) 2010 RQ24
- (547395) 2010 RQ31
- (547396) 2010 RG33
- (547397) 2010 RJ33
- (547398) Turánpál
- (547399) 2010 RO42
- (547400) Szakcsilakatos
- (547401) 2010 RD45
- (547402) 2010 RJ46
- (547403) 2010 RN49
- (547404) 2010 RF52
- (547405) 2010 RG52
- (547406) 2010 RO52
- (547407) 2010 RC53
- (547408) 2010 RA54
- (547409) 2010 RS54
- (547410) 2010 RH55
- (547411) 2010 RU56
- (547412) 2010 RR58
- (547413) 2010 RT64
- (547414) 2010 RL66
- (547415) 2010 RK74
- (547416) 2010 RJ75
- (547417) 2010 RD76
- (547418) 2010 RJ76
- (547419) 2010 RL87
- (547420) 2010 RD88
- (547421) 2010 RQ90
- (547422) 2010 RS90
- (547423) 2010 RL91
- (547424) 2010 RT92
- (547425) 2010 RO93
- (547426) 2010 RX93
- (547427) 2010 RF95
- (547428) 2010 RG95
- (547429) 2010 RK99
- (547430) 2010 RP99
- (547431) 2010 RV99
- (547432) 2010 RC100
- (547433) 2010 RH100
- (547434) 2010 RM105
- (547435) 2010 RO105
- (547436) 2010 RU105
- (547437) 2010 RH108
- (547438) 2010 RU110
- (547439) 2010 RK114
- (547440) 2010 RD116
- (547441) 2010 RF121
- (547442) 2010 RH121
- (547443) 2010 RN124
- (547444) 2010 RW137
- (547445) 2010 RR140
- (547446) 2010 RG142
- (547447) 2010 RS147
- (547448) 2010 RN150
- (547449) 2010 RQ152
- (547450) 2010 RQ154
- (547451) 2010 RC155
- (547452) 2010 RQ155
- (547453) 2010 RE156
- (547454) 2010 RH156
- (547455) 2010 RR157
- (547456) 2010 RB161
- (547457) 2010 RH161
- (547458) 2010 RF162
- (547459) 2010 RN162
- (547460) 2010 RJ165
- (547461) 2010 RJ168
- (547462) 2010 RO168
- (547463) 2010 RH173
- (547464) 2010 RB177
- (547465) 2010 RB179
- (547466) 2010 RW179
- (547467) 2010 RL180
- (547468) 2010 RB181
- (547469) 2010 RK181
- (547470) 2010 RY181
- (547471) 2010 RG182
- (547472) 2010 RK183
- (547473) 2010 RM183
- (547474) 2010 RS183
- (547475) 2010 RT183
- (547476) 2010 RY183
- (547477) 2010 RO185
- (547478) 2010 RS188
- (547479) 2010 RQ191
- (547480) 2010 RR191
- (547481) 2010 RK192
- (547482) 2010 RV192
- (547483) 2010 RX192
- (547484) 2010 RX193
- (547485) 2010 RJ194
- (547486) 2010 RY194
- (547487) 2010 RE198
- (547488) 2010 RN198
- (547489) 2010 RQ198
- (547490) 2010 RC199
- (547491) 2010 RH199
- (547492) 2010 RT199
- (547493) 2010 RS201
- (547494) 2010 RX206
- (547495) 2010 RK207
- (547496) 2010 RU208
- (547497) 2010 RV208
- (547498) 2010 RR209
- (547499) 2010 SG
- (547500) 2010 SZ2
- (547501) 2010 SQ3
- (547502) 2010 SA5
- (547503) 2010 SW5
- (547504) 2010 SV7
- (547505) 2010 SS8
- (547506) 2010 SF10
- (547507) 2010 SF12
- (547508) Perehorts
- (547509) 2010 SE23
- (547510) 2010 SD31
- (547511) 2010 SG35
- (547512) 2010 SE36
- (547513) 2010 SH38
- (547514) 2010 SU38
- (547515) 2010 SF44
- (547516) 2010 SD45
- (547517) 2010 SF45
- (547518) 2010 SB50
- (547519) 2010 SO50
- (547520) 2010 SJ52
- (547521) 2010 SW52
- (547522) 2010 TU4
- (547523) 2010 TY5
- (547524) 2010 TN6
- (547525) 2010 TP11
- (547526) 2010 TA12
- (547527) 2010 TT13
- (547528) 2010 TC15
- (547529) 2010 TM15
- (547530) 2010 TJ16
- (547531) 2010 TK20
- (547532) 2010 TD26
- (547533) 2010 TB27
- (547534) 2010 TF27
- (547535) 2010 TX30
- (547536) 2010 TG31
- (547537) 2010 TX34
- (547538) 2010 TW35
- (547539) 2010 TX36
- (547540) 2010 TH37
- (547541) 2010 TJ39
- (547542) 2010 TV39
- (547543) 2010 TS40
- (547544) 2010 TV43
- (547545) 2010 TZ43
- (547546) 2010 TB45
- (547547) 2010 TM46
- (547548) 2010 TZ50
- (547549) 2010 TT52
- (547550) 2010 TH53
- (547551) 2010 TG55
- (547552) 2010 TP56
- (547553) 2010 TT56
- (547554) 2010 TD60
- (547555) 2010 TG63
- (547556) 2010 TU67
- (547557) 2010 TF70
- (547558) 2010 TT72
- (547559) 2010 TY72
- (547560) 2010 TX82
- (547561) 2010 TQ84
- (547562) 2010 TL85
- (547563) 2010 TN85
- (547564) 2010 TO85
- (547565) 2010 TT86
- (547566) 2010 TF92
- (547567) 2010 TR93
- (547568) 2010 TJ95
- (547569) 2010 TG105
- (547570) 2010 TF106
- (547571) 2010 TC112
- (547572) 2010 TV117
- (547573) 2010 TY120
- (547574) 2010 TZ121
- (547575) 2010 TD123
- (547576) 2010 TB125
- (547577) 2010 TU128
- (547578) 2010 TG129
- (547579) 2010 TJ130
- (547580) 2010 TX131
- (547581) 2010 TF133
- (547582) 2010 TT135
- (547583) 2010 TS139
- (547584) 2010 TW139
- (547585) 2010 TY141
- (547586) 2010 TJ142
- (547587) 2010 TQ142
- (547588) 2010 TW142
- (547589) 2010 TK146
- (547590) 2010 TY150
- (547591) 2010 TH151
- (547592) 2010 TZ156
- (547593) 2010 TT158
- (547594) 2010 TU158
- (547595) 2010 TB160
- (547596) 2010 TB161
- (547597) 2010 TN161
- (547598) 2010 TW161
- (547599) Virághalmy
- (547600) 2010 TY163
- (547601) 2010 TR165
- (547602) 2010 TT165
- (547603) 2010 TR167
- (547604) 2010 TS167
- (547605) 2010 TS169
- (547606) 2010 TZ171
- (547607) 2010 TY172
- (547608) 2010 TJ173
- (547609) 2010 TW175
- (547610) 2010 TE186
- (547611) 2010 TV190
- (547612) Károligáspár
- (547613) 2010 TC193
- (547614) 2010 TZ193
- (547615) 2010 TO194
- (547616) 2010 TR195
- (547617) 2010 TT195
- (547618) 2010 TW195
- (547619) 2010 TZ195
- (547620) 2010 TB196
- (547621) 2010 TD197
- (547622) 2010 TK197
- (547623) 2010 TW197
- (547624) 2010 TX197
- (547625) 2010 TN198
- (547626) 2010 TY198
- (547627) 2010 TK199
- (547628) 2010 TS199
- (547629) 2010 TU199
- (547630) 2010 TF200
- (547631) 2010 TE207
- (547632) 2010 TS209
- (547633) 2010 TG212
- (547634) 2010 TL212
- (547635) 2010 TV213
- (547636) 2010 TK214
- (547637) 2010 TY214
- (547638) 2010 TJ215
- (547639) 2010 TN215
- (547640) 2010 TO215
- (547641) 2010 TG217
- (547642) 2010 TJ217
- (547643) 2010 TL217
- (547644) 2010 UW1
- (547645) 2010 UR4
- (547646) 2010 UN12
- (547647) 2010 UB13
- (547648) 2010 UM13
- (547649) 2010 UQ16
- (547650) 2010 UN17
- (547651) 2010 UR17
- (547652) 2010 UD18
- (547653) 2010 UP18
- (547654) 2010 UW20
- (547655) 2010 UY20
- (547656) 2010 UN21
- (547657) 2010 UU22
- (547658) 2010 UX22
- (547659) 2010 UQ23
- (547660) 2010 UD24
- (547661) 2010 UB25
- (547662) 2010 UZ25
- (547663) 2010 UN26
- (547664) Ozdín
- (547665) 2010 UA30
- (547666) Morgon
- (547667) 2010 UL31
- (547668) 2010 UJ34
- (547669) 2010 UZ34
- (547670) 2010 UB36
- (547671) 2010 UT39
- (547672) 2010 UT46
- (547673) 2010 UU51
- (547674) 2010 UV53
- (547675) 2010 UC55
- (547676) 2010 UX56
- (547677) 2010 UE62
- (547678) 2010 UF66
- (547679) 2010 UR70
- (547680) 2010 UA74
- (547681) 2010 UX80
- (547682) 2010 UZ80
- (547683) 2010 UB82
- (547684) 2010 UG82
- (547685) 2010 UP82
- (547686) 2010 UA84
- (547687) 2010 UM88
- (547688) 2010 UM92
- (547689) 2010 UY92
- (547690) 2010 UD98
- (547691) 2010 UZ98
- (547692) 2010 UL101
- (547693) 2010 UA104
- (547694) 2010 UO108
- (547695) 2010 UC110
- (547696) 2010 UE110
- (547697) 2010 UL110
- (547698) 2010 UF111
- (547699) 2010 UO111
- (547700) 2010 UV111
- (547701) 2010 UY111
- (547702) 2010 UD112
- (547703) 2010 UE115
- (547704) 2010 UF115
- (547705) Paálgyörgy
- (547706) 2010 UV122
- (547707) 2010 UK124
- (547708) 2010 VC4
- (547709) 2010 VX7
- (547710) 2010 VN9
- (547711) 2010 VL10
- (547712) 2010 VM13
- (547713) 2010 VL18
- (547714) 2010 VX20
- (547715) 2010 VQ26
- (547716) 2010 VZ33
- (547717) 2010 VD37
- (547718) 2010 VR37
- (547719) 2010 VE39
- (547720) 2010 VG40
- (547721) 2010 VZ40
- (547722) 2010 VO42
- (547723) 2010 VA43
- (547724) 2010 VW43
- (547725) 2010 VL48
- (547726) 2010 VQ49
- (547727) 2010 VO50
- (547728) 2010 VU50
- (547729) 2010 VQ53
- (547730) 2010 VF54
- (547731) 2010 VQ57
- (547732) 2010 VO58
- (547733) 2010 VP58
- (547734) 2010 VM62
- (547735) 2010 VP63
- (547736) 2010 VM64
- (547737) 2010 VX72
- (547738) 2010 VZ72
- (547739) 2010 VQ74
- (547740) 2010 VO80
- (547741) 2010 VF82
- (547742) 2010 VN85
- (547743) 2010 VU89
- (547744) 2010 VG90
- (547745) 2010 VG92
- (547746) 2010 VZ94
- (547747) 2010 VE95
- (547748) 2010 VW102
- (547749) 2010 VA105
- (547750) 2010 VR105
- (547751) 2010 VP107
- (547752) 2010 VQ110
- (547753) 2010 VO113
- (547754) 2010 VD115
- (547755) 2010 VA120
- (547756) 2010 VM121
- (547757) 2010 VR121
- (547758) 2010 VK124
- (547759) 2010 VR128
- (547760) 2010 VN132
- (547761) 2010 VY138
- (547762) 2010 VW144
- (547763) 2010 VZ145
- (547764) 2010 VP157
- (547765) 2010 VA159
- (547766) 2010 VS159
- (547767) 2010 VW162
- (547768) 2010 VF167
- (547769) 2010 VQ168
- (547770) 2010 VS169
- (547771) 2010 VW173
- (547772) 2010 VB178
- (547773) 2010 VC179
- (547774) 2010 VE179
- (547775) 2010 VE180
- (547776) 2010 VO180
- (547777) 2010 VB181
- (547778) 2010 VE181
- (547779) 2010 VJ181
- (547780) 2010 VJ183
- (547781) 2010 VG185
- (547782) 2010 VN186
- (547783) 2010 VH188
- (547784) 2010 VK189
- (547785) 2010 VS189
- (547786) 2010 VC190
- (547787) 2010 VM192
- (547788) 2010 VJ193
- (547789) 2010 VL193
- (547790) 2010 VS195
- (547791) 2010 VV198
- (547792) 2010 VY198
- (547793) 2010 VD199
- (547794) 2010 VR203
- (547795) 2010 VJ206
- (547796) 2010 VM206
- (547797) 2010 VZ206
- (547798) 2010 VA207
- (547799) 2010 VD207
- (547800) 2010 VP208
- (547801) 2010 VD211
- (547802) 2010 VR211
- (547803) 2010 VX211
- (547804) 2010 VX212
- (547805) 2010 VZ212
- (547806) 2010 VJ214
- (547807) 2010 VT214
- (547808) 2010 VB215
- (547809) 2010 VC215
- (547810) 2010 VE218
- (547811) 2010 VK219
- (547812) 2010 VR223
- (547813) 2010 VS225
- (547814) 2010 VK226
- (547815) 2010 VT226
- (547816) 2010 VB227
- (547817) 2010 VY227
- (547818) 2010 VE228
- (547819) 2010 VH229
- (547820) 2010 VR229
- (547821) 2010 VE230
- (547822) 2010 VG230
- (547823) 2010 VM230
- (547824) 2010 VU230
- (547825) 2010 VC232
- (547826) 2010 VJ232
- (547827) 2010 VV234
- (547828) 2010 VD236
- (547829) 2010 VF236
- (547830) 2010 VT238
- (547831) 2010 VW238
- (547832) 2010 VH239
- (547833) 2010 VW239
- (547834) 2010 VW240
- (547835) 2010 VN241
- (547836) 2010 VR247
- (547837) 2010 VN249
- (547838) 2010 VQ249
- (547839) 2010 VL250
- (547840) 2010 VV250
- (547841) 2010 VZ251
- (547842) 2010 VV253
- (547843) 2010 VW253
- (547844) 2010 VL254
- (547845) 2010 VY254
- (547846) 2010 VT256
- (547847) 2010 VL258
- (547848) 2010 WP2
- (547849) 2010 WM5
- (547850) 2010 WO7
- (547851) 2010 WS7
- (547852) 2010 WE8
- (547853) 2010 WR10
- (547854) 2010 WC12
- (547855) 2010 WW14
- (547856) 2010 WK16
- (547857) 2010 WL16
- (547858) 2010 WW24
- (547859) 2010 WP25
- (547860) 2010 WT25
- (547861) 2010 WU27
- (547862) 2010 WO29
- (547863) 2010 WX30
- (547864) 2010 WK34
- (547865) 2010 WN34
- (547866) 2010 WN36
- (547867) 2010 WU37
- (547868) 2010 WP38
- (547869) 2010 WN39
- (547870) 2010 WP40
- (547871) 2010 WZ40
- (547872) 2010 WF41
- (547873) 2010 WP42
- (547874) 2010 WA43
- (547875) 2010 WB43
- (547876) 2010 WU46
- (547877) 2010 WW46
- (547878) 2010 WB49
- (547879) 2010 WT49
- (547880) 2010 WN50
- (547881) 2010 WW50
- (547882) 2010 WP51
- (547883) 2010 WW51
- (547884) 2010 WA54
- (547885) 2010 WZ54
- (547886) 2010 WP59
- (547887) 2010 WZ60
- (547888) 2010 WL68
- (547889) 2010 WT68
- (547890) 2010 WE70
- (547891) 2010 WC74
- (547892) 2010 WG75
- (547893) 2010 WN75
- (547894) 2010 WQ76
- (547895) 2010 XA5
- (547896) 2010 XQ6
- (547897) 2010 XX6
- (547898) 2010 XR8
- (547899) 2010 XE9
- (547900) 2010 XA10
- (547901) 2010 XF10
- (547902) 2010 XK20
- (547903) 2010 XR22
- (547904) 2010 XL28
- (547905) 2010 XX28
- (547906) 2010 XN32
- (547907) 2010 XC33
- (547908) 2010 XJ33
- (547909) 2010 XK34
- (547910) 2010 XJ35
- (547911) 2010 XN35
- (547912) 2010 XX35
- (547913) 2010 XS36
- (547914) 2010 XN38
- (547915) 2010 XG41
- (547916) 2010 XT47
- (547917) 2010 XG49
- (547918) 2010 XF51
- (547919) 2010 XW55
- (547920) 2010 XJ57
- (547921) 2010 XR57
- (547922) 2010 XJ72
- (547923) 2010 XP73
- (547924) 2010 XE77
- (547925) 2010 XB78
- (547926) 2010 XK79
- (547927) 2010 XB82
- (547928) 2010 XS84
- (547929) 2010 XF88
- (547930) 2010 XR88
- (547931) 2010 XU91
- (547932) 2010 XN92
- (547933) 2010 XE93
- (547934) 2010 XV93
- (547935) 2010 XY93
- (547936) 2010 XZ93
- (547937) 2010 XE94
- (547938) 2010 XV94
- (547939) 2010 XT95
- (547940) 2010 XN96
- (547941) 2010 XO96
- (547942) 2010 XX96
- (547943) 2010 XK97
- (547944) 2010 XX97
- (547945) 2010 XX98
- (547946) 2010 XZ99
- (547947) 2010 XH100
- (547948) 2010 XQ101
- (547949) 2010 XS101
- (547950) 2010 XP103
- (547951) 2010 XH105
- (547952) 2010 XY107
- (547953) 2010 XU108
- (547954) 2010 XW108
- (547955) 2010 XU110
- (547956) 2010 XM111
- (547957) 2010 XS111
- (547958) 2010 XV111
- (547959) 2010 XW111
- (547960) 2010 XX111
- (547961) 2010 XA112
- (547962) 2010 YN1
- (547963) 2010 YU2
- (547964) 2010 YZ2
- (547965) 2010 YM3
- (547966) 2010 YR5
- (547967) 2010 AG7
- (547968) 2010 AJ8
- (547969) 2010 AE9
- (547970) 2010 AD10
- (547971) 2010 AC11
- (547972) 2010 AZ12
- (547973) 2010 AY16
- (547974) 2010 AF17
- (547975) 2010 AM17
- (547976) 2010 AM20
- (547977) 2010 AN20
- (547978) 2010 AW20
- (547979) 2010 AV22
- (547980) 2010 AE24
- (547981) 2010 AW26
- (547982) 2010 AO27
- (547983) 2010 AZ27
- (547984) 2010 AA29
- (547985) 2010 AW29
- (547986) 2010 AB32
- (547987) 2010 AR33
- (547988) 2010 AP34
- (547989) 2010 AJ36
- (547990) 2010 AD42
- (547991) 2010 AM42
- (547992) 2010 AW44
- (547993) 2010 AH45
- (547994) 2010 AT48
- (547995) 2010 AJ49
- (547996) 2010 AA58
- (547997) 2010 AB58
- (547998) 2010 AC63
- (547999) 2010 AS64
- (548000) 2010 AW66